# Jompo Kulon
Jompo Kulon is een bestuurslaag in het regentschap Banyumas van de provincie Midden-Java, Indonesië. Jompo Kulon telt 1813 inwoners (volkstelling 2010).